# Güldenstein (Heinersreuth)
Güldenstein ist eine Wüstung auf dem Gemeindegebiet des Marktes Presseck im Landkreis Kulmbach (Oberfranken, Bayern).

## Geografie
Die Einöde lag auf einer Höhe von 526 m ü. NHN einen halben Kilometer östlich von Schmölz im tief eingeschnittenen Köstenbachtal. Bei der Vergabe der Hausnummern erhielt Güldenstein die Nummer 41 des Ortes Elbersreuth.

## Geschichte
Gegen Ende des 18. Jahrhunderts bestand Güldenstein aus einem Gut mit Vogelherd. Das Hochgericht sowie die Grundherrschaft übte die Herrschaft Wildenstein aus.
Mit dem Gemeindeedikt wurde Güldenstein dem 1808 gebildeten Steuerdistrikt Heinersreuth und der im selben Jahr gebildeten Ruralgemeinde Heinersreuth zugewiesen. Auf der topographischen Karte von 1940 ist der Ort nicht mehr verzeichnet, so dass davon ausgegangen werden kann, dass der Ort im Zeitraum von 1928 bis 1940 abgebrochen wurde.

### Einwohnerentwicklung
| Jahr      | 001818 | 001861 | 001871 | 001885 | 001900 | 001925 |
| Einwohner |        | 10     | 9      | 5      | 7      | 9      |
| Häuser    | 1      |        |        | 1      | 1      | 1      |
| Quelle    | [ 3 ]  | [ 6 ]  | [ 7 ]  | [ 8 ]  | [ 9 ]  | [ 10 ] |

## Religion
Güldenstein war seit der Reformation evangelisch-lutherisch geprägt und nach Heilige Dreifaltigkeit (Presseck) gepfarrt.